# Breitzbach
Breitzbach ist ein Ortsteil der Gemeinde Herleshausen im nordhessischen Werra-Meißner-Kreis. Zum Ortsteil gehört der Weiler Berlitzgrube.

## Geographie
Breitzbach liegt etwa fünf Kilometer nordwestlich von Herleshausen. Durch das Dorf führt keine Hauptverkehrsstraße, die Bundesstraße 400 führt am Ortsrand vorbei und endet unweit des Ortes an der Anschlussstelle Wommen der Bundesautobahn 4. Durch den Ort fließt der gleichnamige Bach, der im Nachbarort Nesselröden in die Nesse, einen Zufluss der Werra, mündet.

## Geschichte

### Ortsgeschichte
Die älteste bekannte schriftliche Erwähnung von Breitzbach erfolgte unter dem Namen Breitsbach im Jahr 1545.
Von 1545 bis 1824 gehörte Breitzbach zum Lehen der Treusche von Buttlar. Der Weiler Berlitzgrube wurde schon 1433 erstmals erwähnt. Er ist heute noch im Besitz der Treusche von Buttlar. Breitzbach gehörte ab 1585 zum Amt Sontra, ab 1818 zum Justizamt Netra und seit 1821 zum Kreis Eschwege.
Zum 1. Dezember 1970 erfolgte im Zuge der Gebietsreform in Hessen der freiwillige Zusammenschluss der bis dahin selbständigen Gemeinden Altefeld, Archfeld, Breitzbach, Herleshausen (mit Frauenborn), Holzhausen, Markershausen, Nesselröden, Unhausen, Willershausen und Wommen zur Großgemeinde Herleshausen. Für die eingliederten Gemeinden und Herleshausen mit Frauenborn wurde je ein Ortsbezirk mit Ortsbeirat und Ortsvorsteher nach der Hessischen Gemeindeordnung gebildet.

### Verwaltungsgeschichte im Überblick
Die folgende Liste zeigt die Staaten und Verwaltungseinheiten, denen Breitzbach angehört(e):
- vor 1567: Heiliges Römisches Reich, Landgrafschaft Hessen, Amt Sontra (Gericht Treusch-Buttlar)
- ab 1654: Heiliges Römisches Reich, Landgrafschaft Hessen-Kassel, Amt Sontra
- ab 1806: Landgrafschaft Hessen-Kassel, Amt Sontra
- 1807–1813: Königreich Westphalen, Departement der Werra, Distrikt Eschwege, Kanton Netra
- ab 1815: Kurfürstentum Hessen, Amt Sontra[8]
- ab 1818: Kurfürstentum Hessen, Amt Netra[9]
- ab 1821/22: Kurfürstentum Hessen, Provinz Niederhessen, Kreis Eschwege[10][Anm. 2]
- ab 1848: Kurfürstentum Hessen, Bezirk Eschwege
- ab 1851: Kurfürstentum Hessen, Provinz Niederhessen, Kreis Eschwege
- ab 1867: Königreich Preußen, Provinz Hessen-Nassau, Regierungsbezirk Kassel, Kreis Eschwege
- ab 1871: Deutsches Reich, Königreich Preußen, Provinz Hessen-Nassau, Regierungsbezirk Kassel, Kreis Eschwege
- ab 1918: Deutsches Reich, Freistaat Preußen, Provinz Hessen-Nassau, Regierungsbezirk Kassel, Kreis Eschwege
- ab 1944: Deutsches Reich, Freistaat Preußen, Provinz Kurhessen, Landkreis Eschwege
- ab 1945: Deutsches Reich, Amerikanische Besatzungszone, Groß-Hessen, Regierungsbezirk Kassel, Landkreis Eschwege
- ab 1946: Deutsches Reich, Amerikanische Besatzungszone, Hessen, Regierungsbezirk Kassel, Landkreis Eschwege
- ab 1949: Bundesrepublik Deutschland, Hessen, Regierungsbezirk Kassel, Landkreis Eschwege
- ab 1970: Bundesrepublik Deutschland, Hessen, Regierungsbezirk Kassel, Landkreis Eschwege, Gemeinde Herleshausen
- ab 1974: Bundesrepublik Deutschland, Hessen, Regierungsbezirk Kassel, Werra-Meißner-Kreis, Gemeinde Herleshausen

## Bevölkerung

### Einwohnerstruktur 2011
Nach den Erhebungen des Zensus 2011 lebten am Stichtag, dem 9. Mai 2011, in Breitzbach 120 Einwohner. Darunter waren 3 (2,5 %) Ausländer.
Nach dem Lebensalter waren 24 Einwohner unter 18 Jahren, 26 zwischen 18 und 49, 21 zwischen 50 und 64 und 36 Einwohner waren älter. Die Einwohner lebten in 51 Haushalten. Davon waren 15 Singlehaushalte, 12 Paare ohne Kinder und 18 Paare mit Kindern, sowie 3 Alleinerziehende und 3 Wohngemeinschaften. In 18 Haushalten lebten ausschließlich Senioren und in 24 Haushaltungen lebten keine Senioren.

### Einwohnerentwicklung
| • 1585: | 27 Haushaltungen |
| • 1747: | 30 Haushaltungen |

| Breitzbach: Einwohnerzahlen von 1834 bis 2011 | Breitzbach: Einwohnerzahlen von 1834 bis 2011 | Breitzbach: Einwohnerzahlen von 1834 bis 2011 | Breitzbach: Einwohnerzahlen von 1834 bis 2011 | Breitzbach: Einwohnerzahlen von 1834 bis 2011 |
| --- | --------------------------------------------- | --------------------------------------------- | --------------------------------------------- | --------------------------------------------- |
| Jahr |                                               |                                               |                                               | Einwohner                                     |
| 1834 | 1834                                          |                                               | 232                                           | 232                                           |
| 1840 | 1840                                          |                                               | 209                                           | 209                                           |
| 1846 | 1846                                          |                                               | 222                                           | 222                                           |
| 1852 | 1852                                          |                                               | 206                                           | 206                                           |
| 1858 | 1858                                          |                                               | 210                                           | 210                                           |
| 1864 | 1864                                          |                                               | 217                                           | 217                                           |
| 1871 | 1871                                          |                                               | 195                                           | 195                                           |
| 1875 | 1875                                          |                                               | 174                                           | 174                                           |
| 1885 | 1885                                          |                                               | 169                                           | 169                                           |
| 1895 | 1895                                          |                                               | 155                                           | 155                                           |
| 1905 | 1905                                          |                                               | 169                                           | 169                                           |
| 1910 | 1910                                          |                                               | 170                                           | 170                                           |
| 1925 | 1925                                          |                                               | 183                                           | 183                                           |
| 1939 | 1939                                          |                                               | 167                                           | 167                                           |
| 1946 | 1946                                          |                                               | 283                                           | 283                                           |
| 1950 | 1950                                          |                                               | 244                                           | 244                                           |
| 1956 | 1956                                          |                                               | 221                                           | 221                                           |
| 1961 | 1961                                          |                                               | 202                                           | 202                                           |
| 1967 | 1967                                          |                                               | 192                                           | 192                                           |
| 1970 | 1970                                          |                                               | 166                                           | 166                                           |
| 1980 | 1980                                          |                                               | ?                                             | ?                                             |
| 1987 | 1987                                          |                                               | 128                                           | 128                                           |
| 2000 | 2000                                          |                                               | ?                                             | ?                                             |
| 2011 | 2011                                          |                                               | 120                                           | 120                                           |
| Datenquelle: Historisches Gemeindeverzeichnis für Hessen: Die Bevölkerung der Gemeinden 1834 bis 1967. Wiesbaden: Hessisches Statistisches Landesamt, 1968. Weitere Quellen: LAGIS; Zensus 2011 |                                               |                                               |                                               |                                               |

### Historische Religionszugehörigkeit
| • 1885: | 155 evangelische (= 89,10 %), keine katholischen, 3 andere christlich-konfessionelle (= 1,90 %) Einwohner |
| • 1961: | 159 evangelische (= 78,71 %), 43 katholische (= 21,29 %) Einwohner                                        |

## Politik
Ortsvorsteher ist Leonard Dunkelberg.

## Sehenswürdigkeiten

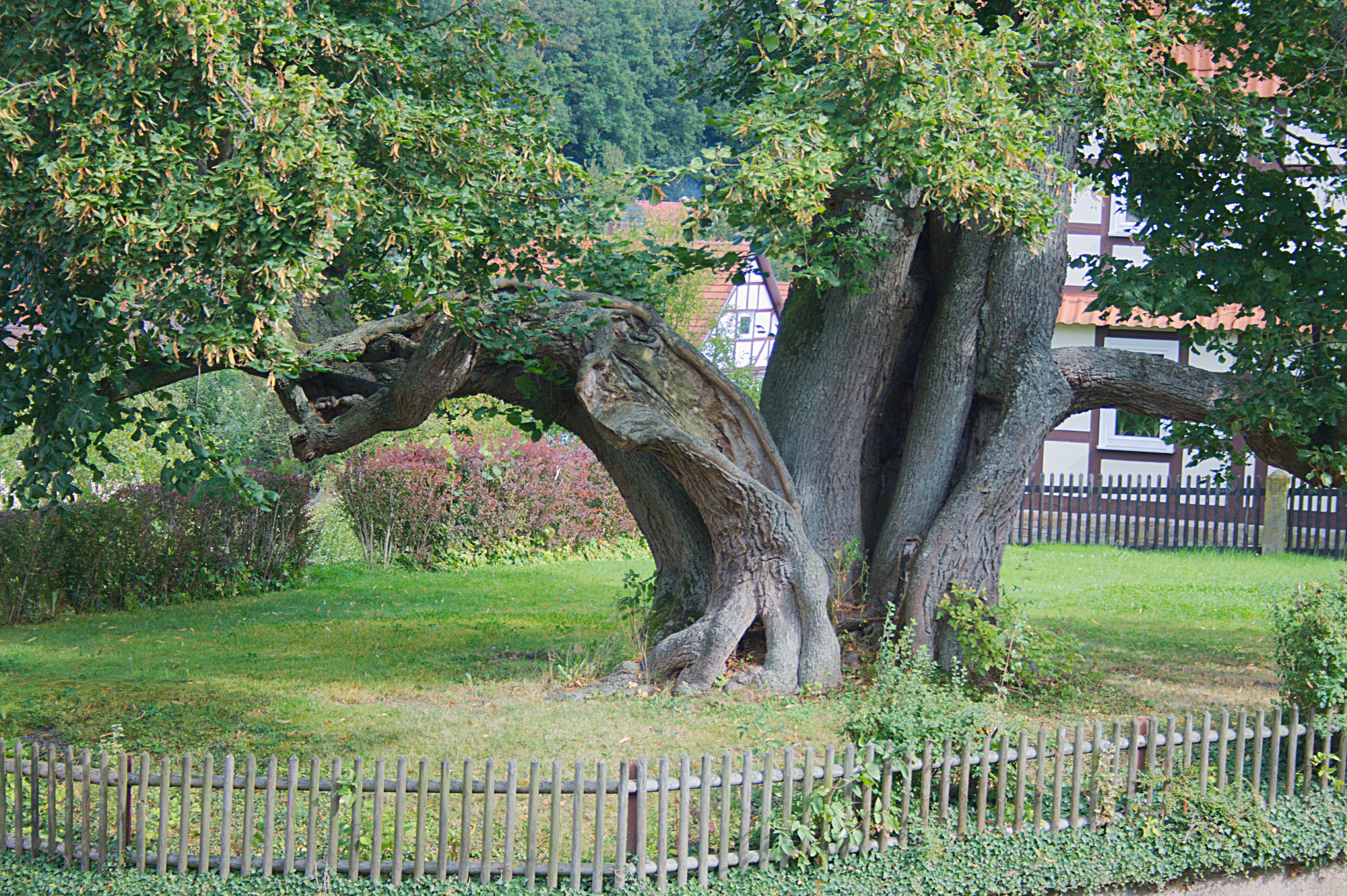
Tanzlinde in Breitzbach (2012)

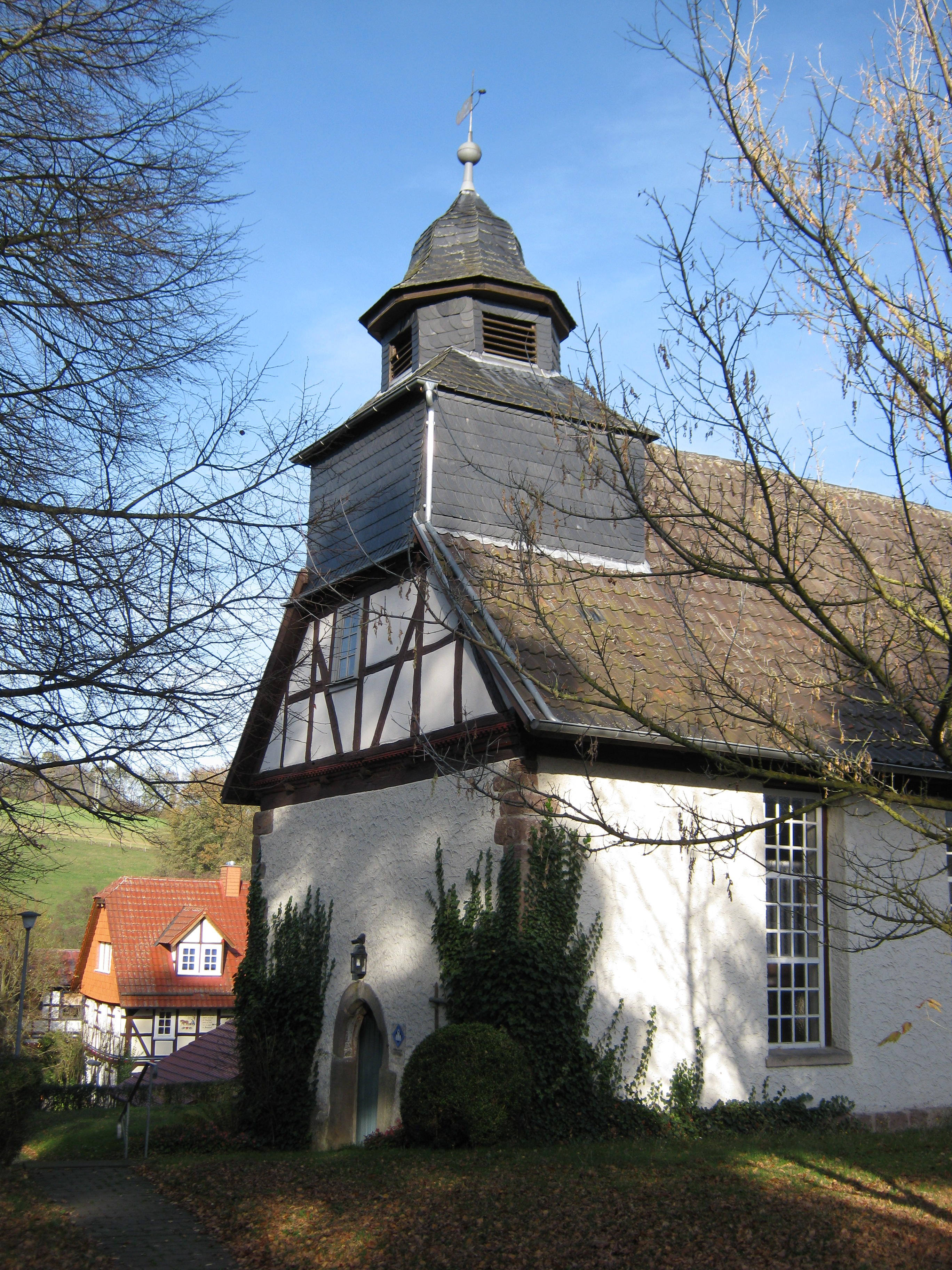
Kirche in Breitzbach (2013)

In Breitzbach gibt es viele gut erhaltene Fachwerkbauten und eine kleine Kirche.
Des Weiteren steht auf dem Dorfanger eine sehr alte Tanzlinde mit mehr als 6 m Stammumfang.